# Нота К'ю
«Нота К'ю» (англ. Circular Note of Kew, листи К'ю (англ. Kew Letters)) — дипломатичний документ 1795 року, згідно з яким більшість заморських володінь Сполучених Провінцій (Нідерландів) опинилася під британською владою.

## Передумови
У 1795 році французькі війська зайняли Нідерланди. Глава Республіки Сполучених провінцій статхаудер Вільгельм V Оранський втік до Лондона. Тимчасовий уряд проголосив Батавську республіку. Уклавши військовий союз з Францією, голландці приєдналися до її боротьбі з Великою Британією.
У Лондоні були майже впевнені, що всі володіння Батавської республіки на Сході будуть незабаром зайняті Францією. Це несло загрозу британському пануванню в Індії. Спираючись на бази у Малаккській протоці, французи могли й утруднити чи взагалі перервати торгівлю англійської Ост-Індської компанії з Китаєм. Побоюючись цих можливих наслідків, правлячі кола країни вирішили запобігти французькій окупації нідерландських колоній.

## Перемовини зі статхаудером
У лютому 1795 британський уряд надав королю Георгу III свій варіант вирішення проблеми. Міністри вважали, що ситуація вимагає вживання термінових заходів, які забезпечили б перехід належних їй колоній і поселень у володіння Великої Британії . Був запропонований наступний план дій: британські офіцери передадуть губернаторам і командувачем військами в голландських колоніях лист, написаний Вільгельмом V Оранським. У ньому статхаудер заявить про свою підтримку намічених Великою Британією заходів.
Король схвалив пропозицію уряду. Для переговорів з Вільгельма Оранського до палацу К'ю, його резиденції під Лондоном, попрямував герцог Йоркський . Він повинен був переконати статхаудера в необхідності віддати наказ, що зобов'язує голландські колоніальні влади передати підвладні їм території під юрисдикцію Великої Британії . Разом з тим герцог отримав дозвіл запевнити Вільгельма в тому, що військові судна і форти, здані по цьому наказу, Голландії повернуть при укладанні загального мирного договору, що забезпечує її незалежність.

## Нота
Статхаудер погодився віддати всі необхідні розпорядження. З 30 січня по 8 лютого 1795 він розіслав губернаторам і військовим начальникам голландських володінь кілька листів, які згодом отримали спільну назву «Ноти К'ю». У них колоніальній владі наказувалося віддати підпорядковані їм землі «під захист британської зброї». Вільгельм вказував, що ця міра необхідна для того, щоб перешкодити захопленню голландських колоній Францією.

## Окупація Ост-Індії
Виконання ноти в Ост-Індії британці змушені були домагатися силою. Для здобуття Капської колонії була спрямована флотилія з дев'яти кораблів і одного торгового судна під командуванням віце-адмірала Елфінстоуна. До Кейптауна флотилія дісталася на початку червня 1795 року. Голландський губернатор визнавати британську владу відмовився. Вирішальна битва відбулася у серпні- на початку вересня 1795 року під Муйзенбергом. Голландці зазнали поразки і змушені були капітулювати.
Британська адміністрація в Індії отримала секретні інструкції, які вимагали спочатку зайняти голландську базу Тринкомалі на Цейлоні , Малакку і Молуккські острови, потім поступово все голландські території на Сході. Для здійснення цього плану Контрольна рада дала вказівку британським урядам у Калькутті і Мадрасі діяти спільно, виділити необхідну кількість військ для кожної експедиції і, якщо знадобиться, позичити гроші.
Кочин здався після нетривалого бомбардування. Після цього були швидко захоплені й інші голландські анклави на півдні Індії .
Проти Тринкомалі був зпрямований загін на чолі з генералом Стюартом. Він десантувався за дві мілі до місті і після того як голландці відмовилися скласти зброю взяв місто в облогу. Під час однієї з вилазок малайці, що перебували на голландській службі, несподівано вбили артилеристів і захопили кілька гармат, але захисники відбили позиції. Британці були готові до загального штурму, коли голландський командувач оголосив про здачу. Дочекавшись підкріплень, Стюарт захопив і Джаффну, яка капітулювала на першу ж його вимогу.
Чималенький гарнізон столиці голландського Цейлону — Коломбо — складався з швейцарських найманців, наданих в «користування» Нідерландській Ост-Індській Компанії графом Шарлем де Мероном. До Невшателя, де мешкав граф, вирушив шотландець Г'ю Клегорн. Він запропонував де Мерону сумму, що перевищувала голландську «субсидію», і той віддав відповідний наказ своєму брату, що командував найманцями на Цейлоні. Наказ Клегорн передав таємно, сховавши його в голівці едамського сира. У вирішальний момент швейцарці залишили позиції і після нетривалого спротиву у лютому 1796 року Коломбо капітулювало. За ним здалися Галле та інші міста, які ще перебували в голландських руках.
У серпні 1795 британська експедиція була відправлена до Малакки. Голландський губернатор Малакки Куперус після переговорів з командувачами експедицією відмовився здати місто на запропонованих англійцями умовах. Після коротких військових дій голландці капітулювали . Куперус був узятий в полон і відправлений до Індії. У підписаній нідерландськими владою капітуляції говорилося, що командувач британськими військами керуватиме фортом Малакки, а гарнізон форту — утримуватися за рахунок жителів міста, які повинні зібрати необхідні кошти. Усі військові склади і належали уряду Малакки військові кораблі переходили під контроль британського коменданта.
Малайські князівства Перак і Ріау були залежними від Малакки територіями і знаходилися під голландським впливом . Після британської окупації Малакки ці князівства повернули собі незалежність. Англійці не втручалися у справи Малайї, зосередивши свою увагу на Молуккських островах, Суматрі і Яві.
У лютому 1796 експедиція під командуванням британського контрадмірала Рейньєра досягла острова Амбоїна . Гарнізон Амбоїна не став чинити опір мали чисельну перевагу англійцям і здався у відповідності з «Нотою К'ю». Голландське поселення і залежні від нього землі були передані Великій Британії . За умовами капітуляції губернатору Амбоїна і його Раді дозволялося зберегти особисту власність, іншим жителям острова також гарантувалося володіння їх майном. Адмірал Рейніер погодився, що цивільні службовці, військові та духовенство Амбоїна отримуватимуть своє звичайне платню, а колишній губернатор — прийнятне грошове утримання. Наступним пунктом експедиції Рейньєра були острови Банда . Тут голландці спочатку чинили опір, але потім губернатор острова Банда- Нейра, взявши до уваги брак продовольства в гарнізоні і порахувавши, що протистояти великим силам англійців не має сенсу, вирішив капітулювати. Управління фортом, поселенням і залежними землями передавалося Великій Британії на тих же умовах, що і при здачі Амбоїна. Крім того, англійці пообіцяли, що не примушуватимуть голландських військових переходити на британську службу всупереч їх бажанням і що будь-який службовець голландської Ост- Індської компанії зможе в будь-який час звільнитися поїхати.
На західному березі Суматри головним голландським поселенням був Паданг. Коли туди прибув озброєний британський загін, голландський гарнізон, підкоряючись наказам, отриманим від Вільгельма Оранського, не чинив опору. Паданг перейшов під владу Великої Британії.

## Вест-Індія
На відміну від володінь нідерландської Ост-індської компанії голландські колонії у Гвіані перейшли під владу Лондона без бою. Плантатори Кюрасао були навіть раді приходу британців, адже на острові саме в цей час спалахнуло повстання невільників, прикладом для яких
стала Гаїтянська революція. Придушити його самотужки рабовласники не змогли, тож британська допомога стала їм у нагоді